# Bodendecker

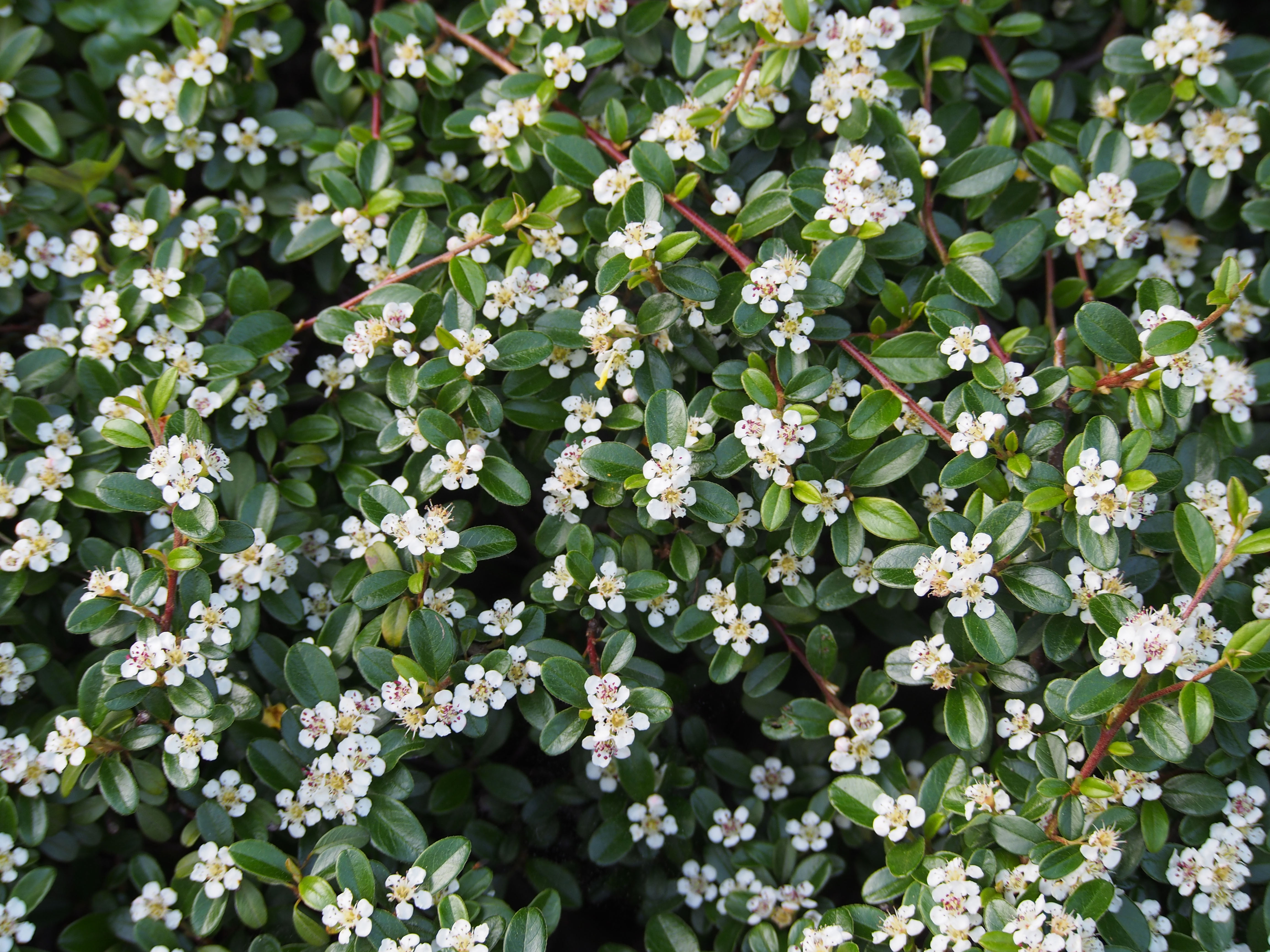
Blühende Zwergmispel im Botanischen Garten von Breslau

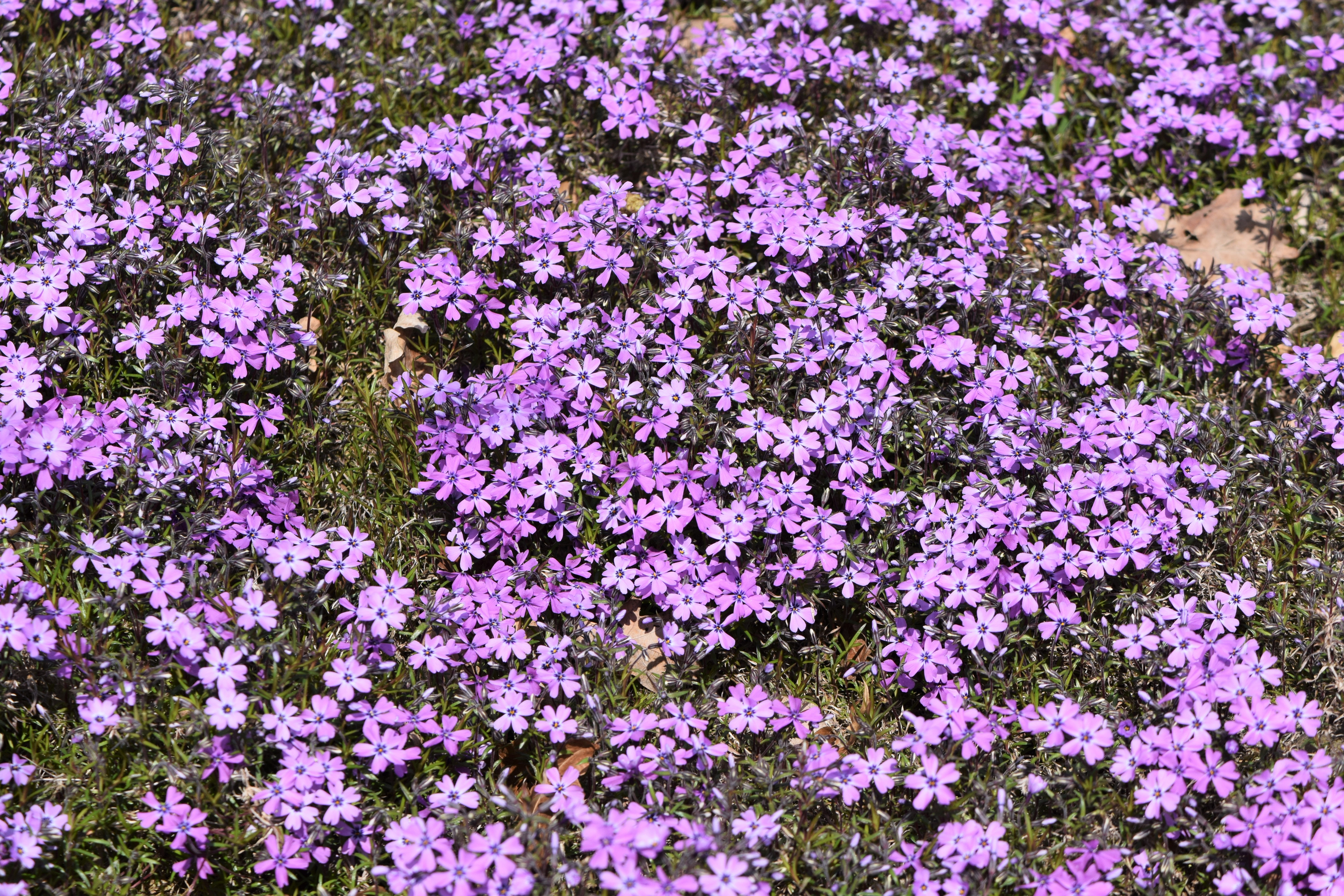
Als Bodendecker kommt der Polster-Phlonx sowohl in der Gartengestaltung als auch auf Friedhöfen zum Einsatz

Bodendecker sind niedrig wachsende Pflanzen unterschiedlicher Gattungen, wie beispielsweise Stauden, Rosen, oder Sträucher, die im Garten- und Landschaftsbau genutzt werden, um Flächen vollständig einzunehmen. Durch die Anpflanzung von Bodendeckern wächst eine offene Fläche zu, was den Pflegeaufwand deutlich verringert, da die Ansiedlung von Unkräutern erschwert wird. Abgestimmt auf die jeweiligen Standortbedingungen sind Bodendecker sowohl auf öffentlichen Grünflächen, als auch in Privatgärten und auf Friedhöfen allgegenwärtig.

## Anwendungsbereiche

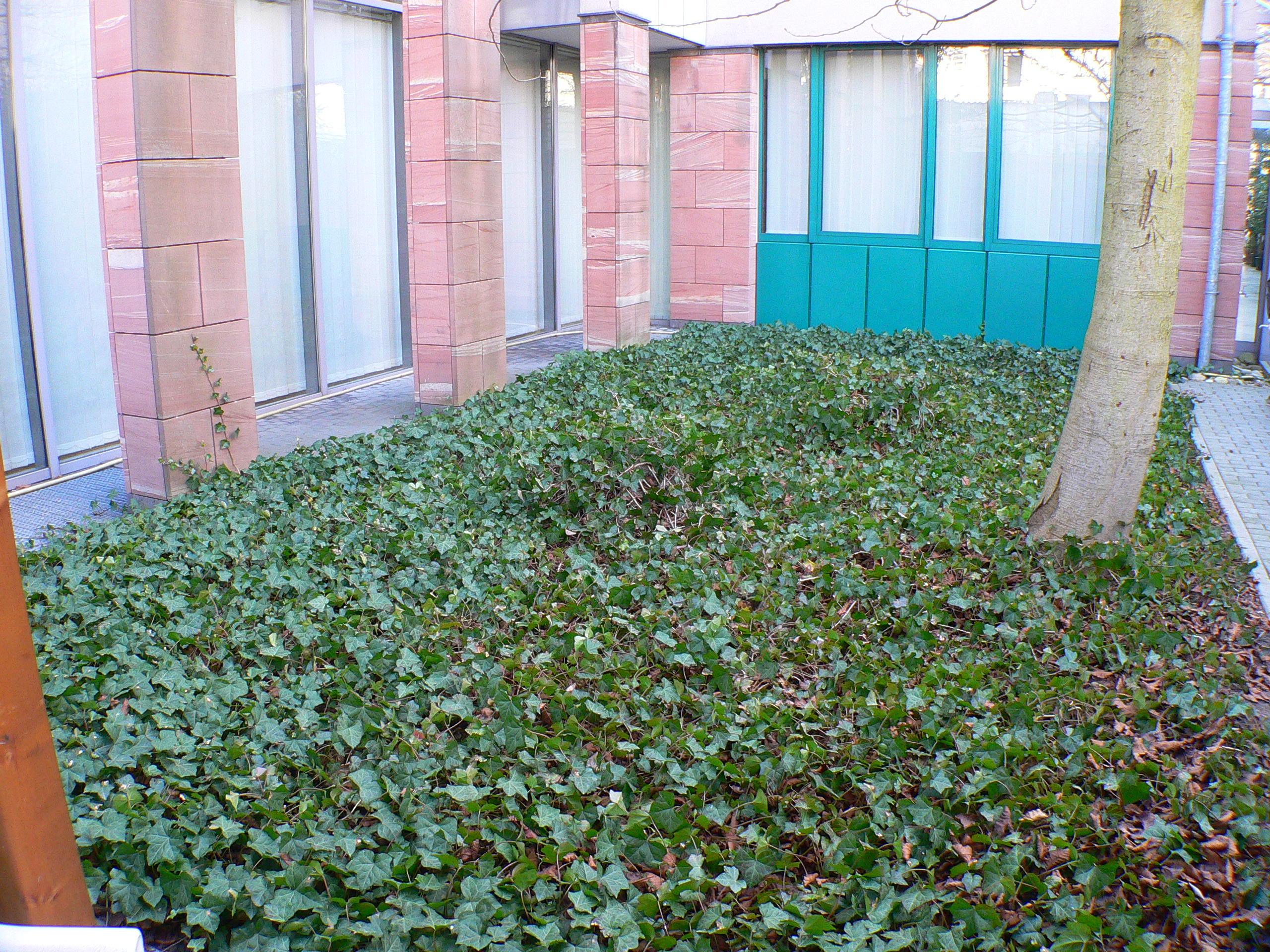
Gemeiner Efeu als Bodendecker

Bodendecker eignen sich besonders gut für Gartenbereiche wie Hänge, Randbereiche von Rasenflächenden oder halbschattige Bereiche unter Gehölzen. Zu den bekanntesten Sorten zählen Varianten der teppichbildenden Zwergmispeln (Cotoneaster), die sowohl auf öffentlichen Grünflächen als auch in Vorgärten und Gärten oft anzutreffen ist und als besonders pflegeleicht und genügsam gilt.
In der Grabbepflanzung bieten Friedhofsgärtnereien immergrüne Bodendecker als pflegeleichte Alternative zu einer saisonalen Wechselbepflanzung an. Die Pflanzen sollten dabei passend zu den Standortbedingungen, wie Beschattung, Bodenbeschaffenheit und Feuchtigkeit (bzw. Staunässe), ausgewählt werden. Ein niedriger Wuchs verhindert darüber hinaus das Zuwuchern des Grabsteins. Zu den beliebtesten Sorten für die Bepflanzung von Gräbern zählen das Kleine Immergrün (Vinca minor), die Golderdbeere (Waldsteinia), Polsterphlox (Phlox subulata) und diverse Sorten der Gattung der Katzenpfötchen (Antennaria).

## Rosen als Bodendecker
Kleinstrauchrosen tragen den Beinamen „Bodendecker-Rosen“, da einige Sorten unter bestimmten Bedingungen ebenfalls in der Lage sind als Bodendecker oder Heckenpflanze zu fungieren. Die winterharten Zuchtsorten zeichnen sich durch geringe Wuchshöhen zwischen 30 und maximal 130 Zentimetern aus. Zu den bekanntesten Sorten zählt die Kartoffel-Rose.

## Beispielpflanzen

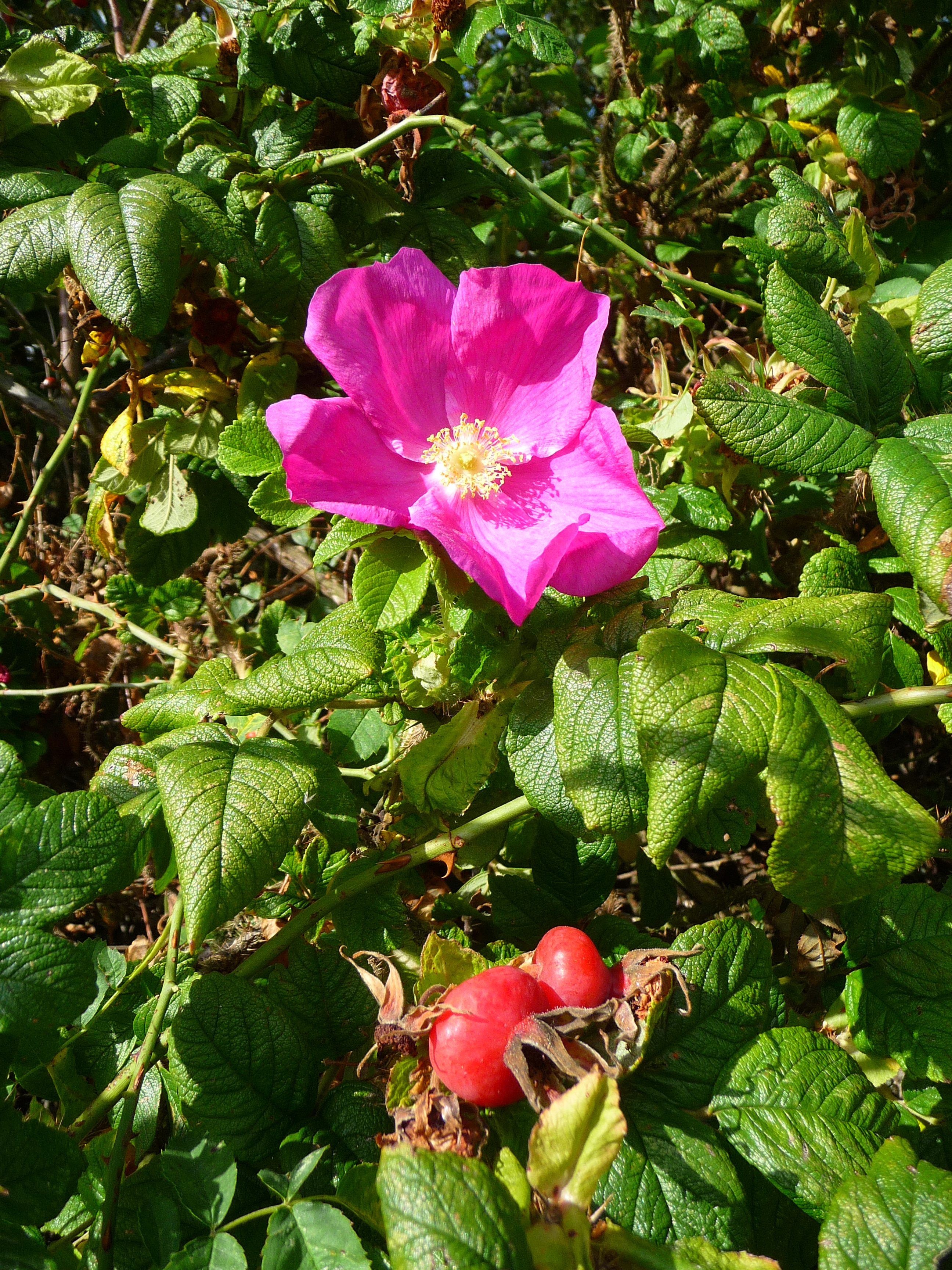
Blüte und Frucht der Kartoffelrose

Einige Beispiele für Bodendecker sind u. a.:
- Dickmännchen (Pachysandra)
- Elfenblumen (Epimedium)
- Gemeiner Efeu (Hedera helix)
- Buchsbaum (Buxus sempervirens)
- Niedriges Johanniskraut (Hypericum calycinum)
- Schaumblüten (Tiarella)
- Schneeheide (Erica carnea)
- Stachelnüsschen (Acaena)
- Steinbrech (Saxifraga)
- Storchschnabelarten (Geranium)
- Thymian